# صوفي دي فوست
صوفي دي فوست (بالفرنسية: Sofie De Vuyst)‏ (و. 1987  م) هي دراجة بلجيكية.

## سجل الفوز

### سباقات أو مراحل فاز بها
| التاريخ        | السباق                                               | المركز                                                                 |
| -------------- | ---------------------------------------------------- | ---------------------------------------------------------------------- |
| 26 يوليو 2009  | Dwars door de Westhoek 2009                          |                                                                        |
| 06 مارس 2011   | أوملوب فان هيت هاجيلاند 2011                         | الخامس في التصنيف العام                                                |
| 26 يونيو 2011  | سباق الطريق للسيدات في بطولة بلجيكا 2011             |                                                                        |
| 17 يوليو 2011  | Dwars door de Westhoek 2011                          | السادس في التصنيف العام                                                |
| 06 أغسطس 2011  | Erondegemse Pijl 2011                                | الرابع في التصنيف العام                                                |
| 17 سبتمبر 2011 | كأس لوتو لركوب الدراجات للسيدات 2011                 |                                                                        |
| 15 يوليو 2012  | طواف بريتاني فيمينين 2012                            |                                                                        |
| 04 أغسطس 2012  | Erondegemse Pijl 2012                                | الثامن في التصنيف العام                                                |
| 15 أغسطس 2012  | سباق الدراجات ضد الساعة للسيدات في بطولة بلجيكا 2012 |                                                                        |
| 27 فبراير 2013 | لي سامين ديس دامس 2013                               | التاسع في التصنيف العام                                                |
| 03 مارس 2013   | كأس لوتو لركوب الدراجات للسيدات 2013                 | الفائز في التصنيف العام                                                |
| 23 يونيو 2013  | سباق الطريق للسيدات في بطولة بلجيكا 2013             |                                                                        |
| 26 أغسطس 2013  | 2013 Lotto-Belisol Belgium Tour                      |                                                                        |
| 29 يونيو 2014  | سباق الطريق للسيدات في بطولة بلجيكا 2014             |                                                                        |
| 02 أغسطس 2014  | كأس لوتو لركوب الدراجات للسيدات 2014                 | الفائز في التصنيف العام                                                |
| 26 يونيو 2015  | سباق الدراجات ضد الساعة للسيدات في بطولة بلجيكا 2015 |                                                                        |
| 28 يونيو 2015  | سباق الطريق للسيدات في بطولة بلجيكا 2015             |                                                                        |
| 01 أغسطس 2015  | كأس لوتو لركوب الدراجات للسيدات 2015                 | الفائز في التصنيف العام                                                |
| 08 يوليو 2018  | Tour de Feminin - O cenu Českého Švýcarska 2018      |                                                                        |
| 17 أبريل 2019  | Flèche brabançonne féminine 2019                     | الفائز في التصنيف العام                                                |
| 12 مايو 2019   | جراند بريكس إلسي جاكوبس 2019                         | الأول في تصنيف الجبال                                                  |
| 13 سبتمبر 2019 | لوتو بلجام تور 2019                                  | الأول في تصنيف الجبال، السادس في تصنيف النقاط، السابع في التصنيف العام |

## روابط خارجية
- صوفي دي فوست على موقع الاتحاد الدولي للدراجات (الإنجليزية)
- صوفي دي فوست على موقع أرشيف الدراجات (الإنجليزية)
- صوفي دي فوست على موقع إحصائيات الدراجات الإحترافية (الإنجليزية)
- صوفي دي فوست على موقع نسبة الدراجات (الإنجليزية)